# Monumento en memoria de los gais, lesbianas y personas transexuales represaliadas
El monumento en memoria de los gais, lesbianas y personas transexuales represaliadas (en catalán, monument en memòria dels gais, lesbianes i persones transsexuals represaliades) es un monumento erigido el 21 de marzo de 2011 en el Parque de la Ciudadela por el Ayuntamiento de Barcelona (España).

## Diseño
El diseño corrió a cargo del Instituto Municipal de Parques y Jardines. Consiste en un triángulo invertido realizado con piedra de la montaña de Montjuïc, colocado horizontalmente sobre un parterre de los Jardines Fontseré i Mestre, junto a una de las entradas del Parque de la Ciudadela. Una franja metálica rosa rodea a modo de ribete el triángulo, cuya base mide cuatro metros y los dos lados restantes tres metros. Lleva también una inscripción grabada en catalán: 

En memòria dels gais, les lesbianes i les persones transsexuals que han patit persecució i repressió al llarg de la història. Barcelona 2011.
En memoria de los gais, las lesbianas y las personas transexuales que han sufrido persecución y represión a lo largo de la historia. Barcelona 2011.

El diseño del monumento, como otros realizados en Europa, evoca el triángulo con que eran marcados los prisioneros del colectivo homosexual en los campos de exterminio nazis, adoptado con el tiempo por el movimiento LGBT como símbolo reivindicativo. En la ciudad de Sitges, en la misma provincia de Barcelona, se encuentra la escultura al colectivo homosexual, el primer monumento conmemorativo de su tipo en España, colocado en 2006.

## Origen y emplazamiento
La instalación de un monumento a las personas del colectivo LGBT en un espacio céntrico de la ciudad se enmarca entre las propuestas de acciones permanentes de reconocimiento y visibilidad del Plan Municipal para el Colectivo LGBT 2010-2015 de la Regiduría de Derechos Civiles del Ayuntamiento de Barcelona. El objetivo del monumento es, según el regidor de Derechos Civiles, «favorecer la visibilización de una sociedad diversa y plural, que tiene sitio para todo el mundo» y tiene elementos de memoria histórica al expresar el deseo de reconocer «la historia, la trayectoria y los esfuerzos hechos por colectivos que tradicionalmente han sido más vulnerables, y agradecerles públicamente su esfuerzo en la construcción de nuestro modelo de sociedad».
En diciembre de 2010 se sugirió instalarlo frente a la Sagrada Familia, por ser un lugar céntrico que se encontraba ya en remodelación. La nota del prensa difundida por el ayuntamiento, por otro lado corregida el mismo día de ser emitida, generó controversia y una fuerte oposición por parte del Partido Popular. El portavoz del Frente de Liberación Gay de Cataluña defendió en ese momento su ubicación en el Parque de la Ciudadela, donde en 1991 seis skinheads neonzis mataron a golpes a la mujer transexual Sonia Rescalvo.
Finalmente emplazado en el Parque de la Ciudadela, más de dos centenares de personas se congregaron en su inauguración el 20 de marzo de 2011, con representación de todas las formaciones políticas presentes en el Ayuntamiento de Barcelona, a excepción del Partido Popular. El alcalde de la ciudad, Jordi Hereu, destacó que el monumento es una «declaración de intenciones» de la ciudad, que se posiciona a la vanguardia de las reivindicaciones por una «igualdad real» sin distinciones por la orientación sexual de las personas.